# Ричица (ријека)
Ричица је ријека понорница у Лици, у Републици Хрватској, која извире у Радучу, а понире у подручју насеља Штикаде.

## Одлике
Ричица је понорница дуга 24,3 km. Ричица извире у селу Радуч на надморској висини од 595 метара, а понире на 547 метара над морем код Грачаца, у подручју насеља Штикада. Дужина тока кроз подручје ловиначке општине је 15 km, а заједно са притокама чини слив укупне дужине од 34 km. Просјечна ширина водотока је од 5 до 15 м, а дубина варира од 50 до 300 цм. У средњем дијелу тока, од Цвитушког моста до Штикадског језера, ријека је на појединим мјестима усјекла кањон и до 10 метара висине.
Десни притоци Ричице су стални потоци Јадичевац, дужине 1,5 km, чији је извор Црно врело и Брнчево (дужине тока 1,8 km), а лијеви стални притоци су поток Ракитовац, који извире из језера Шарић и након 1,6 km тока улијева се у Ричицу и ријека Суваја, која извире у селу Смокрић, и након 8,5 km тока улијева се у ријеку Ричицу.
У дијелу тока од Ловинца до Штикаде назива се Ричина. У доњем току се рачва. Један крак понире у Нашића понору, а други, под називом Кривак, рачва се и понире у три понора (Појиште, Гаћешина и Милићев понор). Након подземног тока под Велебитом, Ричица се јавља као Добраница, притока ријеке Зрмање.

## Назив
Ричица у икавици значи мала ријека, то јест ријечица.